# Teodozione
Teodozione, (GRC)  Θεοδοτιών, (fl. II-III secolo), fu un erudito ebreo di cultura ellenistica del II secolo.

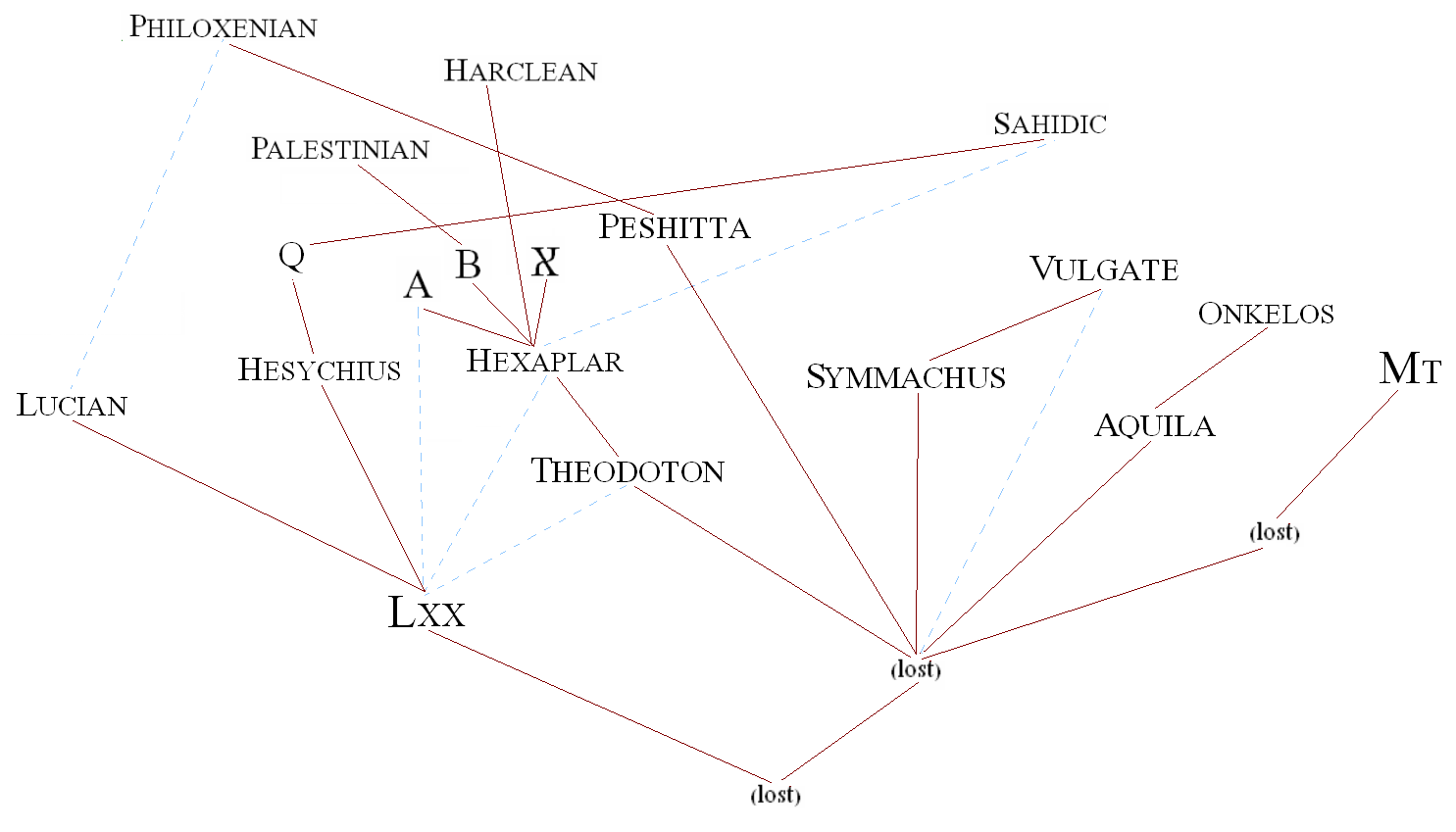
L'interrelazione tra varie, importanti versioni antiche del Vecchio Testamento (alcune identificate dalla loro sigla). LXX denota qui la Septuaginta originale.

È l'autore di una traduzione in greco antico della Bibbia ebraica, poi raccolta da Origene nella sua Esapla nel 240 circa.

## Ipotesi biografiche
Non abbiamo notizie certe su Teodozione e la sua vita;
tradizionalmente, le informazioni che lo riguardano provengono dagli scritti di alcuni dei primi autori cristiani, in particolare Ireneo di Lione ed Epifanio di Salamina, secondo i quali sarebbe stato originario di Efeso.
Ireneo è il primo a menzionarlo nella sua opera Adversus haereses, in cui lo chiama  "Teodozione di Efeso", in riferimento al controverso passo di Isaia 7:14 che, secondo i cristiani, profetizza la nascita del Cristo da una vergine: egli polemizza con Teodozione, ponendolo insieme ad Aquila di Sinope tra i "proseliti dell'ebraismo" perché traducevano il termine ebraico "almah" con il suo significato ordinario di "ragazza" e non con "vergine", seguiti in questo dagli Ebioniti.
Questa affermazione per la sua antichità e per l'autorità di cui godeva Ireneo, ha probabilmente influenzato gli scrittori successivi, per esempio il passaggio è ripreso testualmente da Eusebio di Cesarea.
Si dice che, dapprima gnostico (più esattamente seguace della dottrina di Marcione), si sarebbe in seguito convertito all'ebraismo.
Ricerche recenti hanno rimesso in discussione questa visione tradizionale e nuove teorie sono emerse, in particolare per l'impulso del lavoro di Dominique Barthélemy, basato su nuovi manoscritti scoperti a Qumran.

## Opera

### Datazione
Esistono seri dubbi riguardo all'epoca di stesura dell'opera.
Sulla base delle parole di Epifanio, gli studiosi hanno generalmente convenuto che la traduzione di Teodozione è successiva a quella di Aquila di Sinope, il che fissa il 130 come limite inferiore invalicabile per la data di redazione.
Alcuni storici antichi la situano attorno al 180-190, ritenendo che l'uso di alcuni termini da parte di Ireneo:
implica che il testo di Teodozione e l’Adversus haereses siano stati scritti nello stesso periodo, ma questa interpretazione non è condivisa da altri, che credono che l'espressione intenda semplicemente contrastare l'autorità relativamente più antica della Settanta.
Altri ancora vedono nel "Dialogo con Trifone" di Giustino un'influenza del testo di Teodozione; ciò implicherebbe una redazione anteriore al 164, ma ancora una volta, questa constatazione non è unanime.

### Caratteristiche
La versione di Teodozione è, in generale, più coerente con le altre versioni greche in circolazione e colma diverse lacune della Settanta, in particolare nel Primo libro di Samuele (17:12), nel Libro di Geremia (33:14-26,39:4-13) e, soprattutto, in diversi passaggi del Libro di Giobbe.
Essa include tutte le versioni canoniche del Vecchio Testamento, tranne, probabilmente, il Libro delle Lamentazioni, e due testi classificati tra gli apocrifi: Baruc e alcuni passaggi di Daniele.
Non è stato possibile stabilire con certezza se si tratta di una semplice correzione dei Settanta, eventualmente supportata dalla versione di Aquila, o la traduzione di manoscritti ebraici di una tradizione parallela che non è sopravvissuta.
Teodozione si distingue per la grande cura nella traduzione di alcuni termini ebraici che si riferiscono a piante, animali, indumenti, paramenti sacri, o di parole dal significato incerto, che preferisce traslitterare seguendo regole severe piuttosto che tradurre in maniera arbitraria in greco. 
Questo gli valse tra gli umanisti del Rinascimento come Bernard de Montfaucon una reputazione di ignorante, probabilmente ingiustificata. 
Le sole versioni greche rimaste del Libro di Daniele sono la traduzione della Settanta e quella di Teodozione la cui origine suscita ancora controversie. 
Moses Gaster sostiene che i brani inediti di Daniele non provengono dalla traduzione di un testo aramaico originale.

### Influenza
La sua versione è stata ampiamente copiata e fu una delle più diffuse ai tempi della Chiesa cristiana primitiva, in concorrenza con quella della Settanta.
In particolare, la traduzione di Teodozione del Libro di Daniele ha praticamente soppiantato quella della Settanta, della quale sopravvivono solo due manoscritti: nel Codex Ambrosianus e nel Codex Chisianus, ed è stata preferita da personaggi fondamentali della Chiesa primitiva come Clemente Alessandrino o Hermas che ne ha tratto le citazioni dal Vecchio Testamento del Pastore di Erma; molte annotazioni nella Esapla rivelano il medesimo apprezzamento in Origene.
Girolamo nella sua prefazione al Daniele del 407, ricorda il rifiuto della Chiesa di usare la versione della Settanta di questo libro e ne sottolinea i numerosi errori, una visione generale condivisa dagli esegeti contemporanei.
La prefazione di Girolamo ricorda anche che la Esapla recava delle notazioni che indicavano varie importanti differenze di contenuto tra il Daniele di Teodozione e le precedenti versioni in greco ed ebraico.
Tuttavia, il Daniele di Teodozione è più vicino alla versione ebraica moderna del Testo masoretico (definito attorno al 130), che è la base della maggior parte delle traduzioni moderne.
E fu di nuovo Teodozione che servì come base del Libro di Daniele della Settanta pubblicata da Sisto V nel 1587.
L'influenza della traduzione di Teodozione è presente anche nelle versioni successive della Bibbia, come per esempio nel Secondo libro di Samuele 10:1-24:25 o nel Primo libro dei Re 1:1-11:43.
Nel 1875 furono pubblicati gli ultimi frammenti dei manoscritti originali di Teodozione.